# Ninagawa Torazō

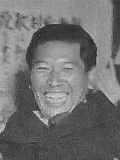

Ninagawa Torazō (japonés 蜷川 虎三; nacido el 24 de febrero de 1897 en Tōkyō; fallecido el 27 de febrero de 1981) era un político, economista y estadístico japonés. Fue gobernador de la prefectura Tōkyō de 1950 a 1978.

## La vida y el trabajo
Ninagawa Torazō estudió en la Universidad de Kyōto y publicó su primer libro sobre estadísticas económicas (統計学研究, Tōkeigaku kenkyū), que fue publicado por la editorial Iwanami en 1931. En 1939 se convirtió en profesor titular de su universidad.
Después de la Guerra del Pacífico se convirtió en el director fundador de la "Oficina para la Pequeña y Mediana Empresa" (中小企業庁, Chūsho kigyō-chō) del Ministerio de Economía en 1948. Sin embargo, renunció al cargo en 1950 debido a diferencias de opinión con el gabinete conservador de Yoshida.
Apoyado por una coalición de izquierda, fue elegido gobernador de la prefectura Kyōto en 1950. En la década de 1960, se opuso continuamente a las políticas del gobierno estatal, que promovía una industria a gran escala controlada centralmente para lograr un rápido crecimiento económico. Ninagawa favoreció los préstamos a gran escala para promover la pequeña y mediana industria y las empresas rurales.
Después de 1966, Ninagawa se acercó al Partido Comunista de Japón, que gradualmente se convirtió en la base para su reelección. Ninagawa se retiró de la política en 1978.